# Heriades micheneri
Heriades micheneri là một loài Hymenoptera trong họ Megachilidae. Loài này được Timberlake mô tả khoa học năm 1947.